# Vicoli
Vicoli est une commune de la province de Pescara, dans la région Abruzzes, en Italie.

## Administration
| Période                                  | Période  | Identité       | Étiquette | Qualité |
| ---------------------------------------- | -------- | -------------- | --------- | ------- |
| 14 juin 2004                             | En cours | Catia Di Iulio |           |         |
| Les données manquantes sont à compléter. |          |                |           |         |

### Hameaux
De Contra, Vicoli Vecchio.

### Communes limitrophes
Brittoli, Carpineto della Nora, Civitaquana, Civitella Casanova.